# Technická univerzita Darmstadt
Technická univerzita Darmstadt (německy: Technische Universität Darmstadt, zkráceně TU Darmstadt) je technicky zaměřená vysoká škola ve městě Darmstadt v Německu, založená roku 1877.

## Fakulty
Univerzita sestává ze třinácti fakult.
- fakulta architektury (Fachbereich 15)
- fakulta biologie (Fachbereich 10)
- fakulta chemie (Fachbereich 7)
- fakulta elektrotechniky a informačních technologií (Fachbereich 18)
- fakulta společenských a historických věd (Fachbereich 2)
- fakulta humanitních věd (Fachbereich 3)
- fakulta informatiky (Fachbereich 20)
- fakulta strojního inženýrství (Fachbereich 16)
- fakulta materiálů a geověd (Fachbereich 11)
- fakulta matematiky (Fachbereich 4)
- fakulta fyziky (Fachbereich 5)
- fakulta stavební a technické ekologie (Fachbereich 13)
- fakulta právnická a ekonomická (Fachbereich 1)